# Passo (Cabo Verde)
Passo (Crioulo cabo-verdiano, ALUPEC ou ALUPEK: Pasu, Crioulo de Santo Antão: Pass', Crioulo de São Vicente: Pass') é uma aldeia na norte da ilha do Santo Antão, em Cabo Verde.
| O ilha de Santo Antão |
| --- |
| Vilas e aldeias Alto Mira \| Chã das Furnas \| Chã da Igreja \| Coculi \| Corvo \| Cruzinha \| Curral da Russa \| Eito \| Eito de Baixo \| Espongeiro \| Fontainhas \| Formiguinhas \| Janela \| Lomba dos Pombas \| Lomba de Santo \| Lourenço \| Monte Trigo \| Paul \| Passo \| Pombas \| Ponta do Sol \| Porto Novo \| Ribeira Alta \| Ribeira da Cruz \| Ribeira das Bras \| Ribeira Grande \| Sinagoga \| Tarrafal de Monte Trigo |
| Municípios Paul \| Porto Novo \| Ribeira Grande |
| Cabo Verde \| Barlavento \| Santo Antão |